# Македонска патриотична организация „Владо Черноземски“ (Уиндзор)
Македонската патриотична организация „Владо Черноземски“ е секция на Македонската патриотична организация в Уиндзор, Канада. Основана е на 1 ноември 1934 година, поддържа българско народно училище, а през 1939 година е основана и женска секция към дружеството.
На 2 ноември 1939 година дружеството празнува 5-годишен юбилей. Председателят на организацията Христо Милушев е преизбран. За председателка на женското настоятелство е избрана Зойка Д. Иванова, а за секретарка Василка Безова. По случай тържествата са посетени на 24 ноември от Христо Анастасов, който апелира всички македонските българи да се включват в дейността на МПО.
През 1959 година членове на секцията създават Културно-просветното дружество „Буф“.